# 城巴38線
城巴38線是香港島的一條巴士路線，由城巴營運，來往置富花園及北角碼頭，於星期一至六早上以外時間途經華富邨。

## 歷史
- 1981年10月26日：38線開辦，由中巴經營，總站設於北角（馬寶道）和置富花園，途經南風道、黃泥涌峽道、司徒拔道，晚間班次途經華富邨。
- 1982年3月15日：路線改經當時新通車的香港仔隧道，全程收費$2。
- 1983年5月2日：總站由馬寶道遷往北角碼頭。
- 1986年4月1日：全程車費加至$3。
- 1993年9月1日：因72線路線轉由城巴經營，為與72線平分載客量，中巴以舒緩38線營運壓力為由開辦38A線，來往於置富花園至天后地鐵站，途經香港仔巴士總站。
- 1998年9月1日：中巴專營權到期，38線由新巴接辦，同時38A線結束服務。
- 1999年7月26日：配合42線延長服務時間，38線晚間班次取消途經華富邨。
- 2000年8月26日：38線和42線與多條新巴東區路線組成港島區首個八達通轉乘優惠計劃。
- 2001年12月9日：往北角碼頭班次途經黃竹坑道天橋。
- 2008年6月8日：全程車費從$6.5加至$6.9。
- 2010年5月10日：逢星期一至五（公眾假期除外）17:00-19:00期間由置富開出的班次，將不停香港仔隧道收費廣場巴士站。
- 2013年7月1日：增設由英皇道往北角碼頭的$3.8分段收費。
- 2018年1月15日：增設實時抵站時間查詢服務。
- 2022年11月27日：配合42線大幅縮減至星期一至六早上繁忙時間服務，除星期一至六早上繁忙時間外，其餘時間加停華富及黃竹坑道。[2]
- 2023年7月1日：因應城巴新巴專營權合併，改由城巴營辦。

## 服務時間及班次
常規班次
| 置富花園開       | 置富花園開  | 置富花園開   | 北角碼頭開       | 北角碼頭開  | 北角碼頭開   |
| 日期             | 服務時間    | 班次（分鐘） | 日期             | 服務時間    | 班次（分鐘） |
| ---------------- | ----------- | ------------ | ---------------- | ----------- | ------------ |
| 星期一至五       | 06:00-09:54 | 7-11         | 星期一至五       | 06:00-09:45 | 15           |
| 星期一至五       | 10:00-00:35 | 9-15         | 星期一至五       | 10:00-00:38 | 6-12         |
| 星期六           | 06:00-09:48 | 12-15        | 星期六           | 06:00-09:45 | 15           |
| 星期六           | 10:00-00:35 | 9-20         | 星期六           | 10:00-00:38 | 8-15         |
| 星期日及公眾假期 | 06:00-07:00 | 20           | 星期日及公眾假期 | 05:56-00:38 | 9-20         |
| 星期日及公眾假期 | 07:00-08:00 | 15           |                  |             |              |
| 星期日及公眾假期 | 08:00-20:53 | 8-12         |                  |             |              |
| 星期日及公眾假期 | 20:53-22:53 | 15           |                  |             |              |
| 星期日及公眾假期 | 22:53-23:50 | 19           |                  |             |              |
| 星期日及公眾假期 | 23:50-00:30 | 20           |                  |             |              |

- 紅字班次不經華富。

特別班次
- 香港中央圖書館開
  - 星期一至六：17:55、18:25

星期日及公眾假期不設服務

## 收費
全程：$8.7
- 香港仔往北角碼頭／香港中央圖書館往置富花園：$7.1
- 過香港仔隧道後往北角碼頭／置富花園：$5.2
- 銀幕街往北角碼頭：$4.8

| - 本線設有12歲以下小童及65歲或以上長者半價優惠。 - 65歲或以上香港居民使用「樂悠咭」，以及12歲以下合資格殘疾兒童使用「殘疾人士身份」個人八達通繳付車資，均可享有每程$2.0或半價（以較低者為準）的票價優惠；12至64歲合資格殘疾人士使用「殘疾人士身份」個人八達通（包括「樂悠咭」），以及60至64歲香港居民使用「樂悠咭」繳付車資，均可享有每程$2.0或全費（以較低者為準）的票價優惠。 - 65歲或以上長者如使用長者或一般個人八達通繳付車資，則只可享有半價優惠；12至64歲合資格殘疾人士如不使用「殘疾人士身份」個人八達通，以及60至64歲人士如不使用「樂悠咭」繳付車資，必須繳付全費。 - 乘客可以現金或八達通於上車時付款，不設找續。 - 每位成人乘客可免費攜帶最多兩名4歲以下而不佔座位的兒童乘客乘車，超額之4歲以下小童必須繳付小童車費乘車。 - 九龍巴士、城巴及龍運巴士全職員工及家屬（不包括外判職員）可免費乘搭本路線，惟必須拍職員或職員家屬八達通。 - 乘客亦可使用AlipayHK「易乘碼」、支付寶、 WeChatHK／微信支付「搭車碼」、銀聯雲閃付「乘車碼」及BOC Pay「乘車碼」、具有感應式支付功能的VISA、Mastercard及銀聯卡，以及Apple Pay、Google Pay及Samsung Pay流動支付平台繳付車資。使用此支付方式的乘客可享有中途下車之分段收費，以及與其他城巴獨營路線或聯營線城巴班次之轉乘優惠，惟不適用於與非城巴路線之轉乘優惠。使用此支付方式的乘客亦不能享有「公共交通費用補貼計劃」及「長者及合資格殘疾人士公共交通票價優惠計劃」。 |

### 八達通轉乘優惠
乘客登上本線後90分鐘內以同一張八達通卡轉乘以下路線，或從以下路線登車後90分鐘內以同一張八達通卡轉乘本線，次程可獲$1折扣優惠：
- 38往北角碼頭 → 2A往耀東邨、2X往筲箕灣、8往杏花邨、8P往小西灣或27往寶馬山
- 2A、2X、8、8P往灣仔或27往北角碼頭 → 38往置富

## 使用車輛
雖然置富花園的對外交通有一定的需求，卻受置富花園巴士總站的設計影響，本線於星期一至六上午十時前由置富開出之班次只可使用11.3米或以下的巴士行走。其餘時段則因使用置富花園總站另一車坑而可使用12米巴士行走。
本線於星期一至六上午繁忙時間使用Enviro500及Enviro 500 MMC 11.3米（4020-4091）或富豪B9TL 11.3米（4500-4529）；其餘時段則使用Enviro500、Enviro MMC 12米（5500-5851），富豪B9TL 12米（5200-5224）或 富豪B8L 12米（5230-5236）。

## 行車路線

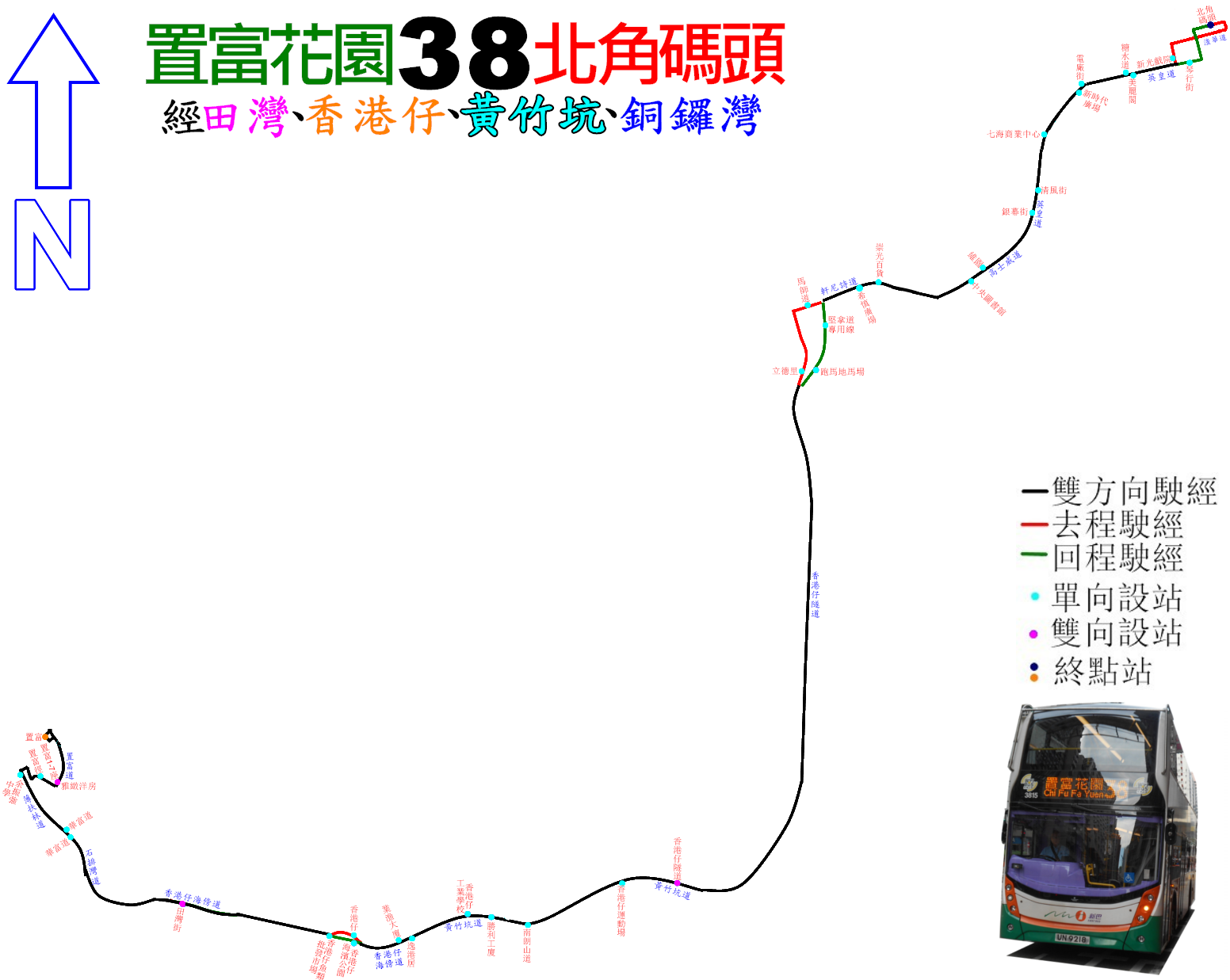
38路線的走線圖

置富開經：置富道、薄扶林道、域多利道、華翠街、華景街、華富道、石排灣道、香港仔海旁道、香港仔巴士總站、香港仔大道、黃竹坑道、香港仔隧道、黃泥涌道、摩理臣山道、天樂里、軒尼詩道、怡和道、高士威道、英皇道、書局街、渣華道及電照街。
北角碼頭開經：琴行街、英皇道、高士威道、伊榮街、邊寧頓街、怡和街、軒尼詩道、堅拿道巴士專用線、堅拿道東、摩理臣山道、黃泥涌道、香港仔隧道、黃竹坑道、香港仔海旁道、石排灣道、華富道、華景街、華翠街、域多利道、薄扶林道及置富道。
星期一至六06:00-09:45的班次不會駛經斜體字之路段。

### 沿線車站
| 置富花園開 | 置富花園開           | 置富花園開             | 北角碼頭開 | 北角碼頭開           | 北角碼頭開             |
| 序號       | 車站名稱             | 位置                   | 序號       | 車站名稱             | 位置                   |
| ---------- | -------------------- | ---------------------- | ---------- | -------------------- | ---------------------- |
| 1          | 置富                 | 置富花園巴士總站       | 1          | 北角碼頭             | 北角碼頭公共運輸交匯處 |
| 2          | 雅緻洋房             | 置富道                 | 2          | 琴行街               | 英皇道                 |
| 3*         | 薄扶林消防局         | 域多利道               | 3          | 美麗閣               | 英皇道                 |
| 4*         | 華富邨華生樓         | 華富道                 | 4          | 新時代廣場           | 英皇道                 |
| 5*         | 華富（南）           | 華富（南）巴士總站     | 5          | 清風街               | 英皇道                 |
| 6*         | 華富邨華安樓         | 華富道                 | 6          | 香港中央圖書館       | 高士威道               |
| #          | 華富道               | 石排灣道               | 7          | 希慎廣場             | 軒尼詩道               |
| 7          | 田灣街               | 石排灣道               | 8          | 堅拿道巴士專用線     | 堅拿道巴士專用線       |
| 8          | 香港仔               | 香港仔巴士總站         | 9          | 跑馬地馬場           | 摩理臣山道             |
| 9          | 業漁大廈             | 香港仔大道             | 10         | 香港仔隧道巴士轉乘站 | 黃竹坑道               |
| 10         | 香港仔工業學校       | 黃竹坑道               | 11         | 香港仔運動場         | 黃竹坑道               |
| 11*        | 甄沾記大廈           | 黃竹坑道               | 12         | 南朗山道             | 黃竹坑道               |
| 12*        | 業興街               | 黃竹坑道               | 13         | 勝利工廠大廈         | 黃竹坑道               |
| 13*        | 黃竹坑遊樂場         | 黃竹坑道               | 14         | 逸港居               | 香港仔海傍道           |
| 14         | 香港仔隧道巴士轉乘站 | 黃竹坑道               | 15         | 香港仔海濱公園       | 香港仔海傍道           |
| 15         | 立德里               | 摩理臣山道             | 16         | 香港仔魚類批發市場   | 香港仔海傍道           |
| 16         | 馬師道               | 軒尼詩道               | 17         | 田灣街               | 香港仔海傍道           |
| 17         | 崇光百貨             | 軒尼詩道               | 18*        | 華富邨華樂樓         | 華富道                 |
| 18         | 維多利亞公園         | 高士威道               | 19*        | 華富商場             | 華富道                 |
| 19         | 銀幕街               | 英皇道                 | 20*        | 華富邨華清樓         | 華富道                 |
| 20         | 七海商業中心         | 英皇道                 | 21*        | 培英中學             | 華富道                 |
| 21         | 電廠街               | 英皇道                 | 22*        | 華富（北）           | 華富（北）巴士總站     |
| 22         | 糖水道               | 英皇道                 | #          | 華富道               | 石排灣道               |
| 23         | 馬寶道               | 書局街                 | 23         | 余振強紀念第二中學   | 薄扶林道               |
| 24         | 北角碼頭             | 北角碼頭公共運輸交匯處 | 24         | 置富徑               | 置富道                 |
|            |                      |                        | 25         | 置富花園1-7座        | 置富道                 |
| 26         | 置富                 | 置富花園巴士總站       |            |                      |                        |

- 星期一至六06:00-09:54的班次，不停靠有 * 號之車站，改停靠有 # 號之車站。

## 客量
本路線是置富花園及香港仔往來銅鑼灣及東區的主要巴士路線之一。雖然香港仔來往銅鑼灣及北角有42、72及小巴4C線提供類近服務，但此路線往北角方向取道較快捷的黃竹坑道天橋，故客量一直高企。

## 爭議
新巴和運輸署認為此路線與42線介乎華富至北角有超過90%服務範圍重疊，兩線在上午繁忙時段過後的乘客量持續偏低，因此在《2022-2023年度巴士路線計劃》中，提出42線縮減至只於星期一至六早上行走，其餘時段由本線繞經華富、往北角方向改經整段香港仔大道及黃竹坑道地面代替。區議員和地區組織批評合併計劃使置富往返東區的車程遭「三重繞路」而拖慢，對未有鐵路服務的置富及華富居民造成不便，亦質疑未有考慮下班繁忙時段的乘客需求。運輸署和新巴回應稱兩線非繁忙時段載客率偏低，需要集中資源，使相關服務得以持續，合併後此路線於下午繁忙時段將加密班次。最終合併計劃在地區反對聲音下仍於2022年11月27日實施，惟往北角碼頭方向依舊途經香港仔巴士總站，並增設星期一至六（公眾假期除外）17:55和18:25由香港中央圖書館開往置富花園之特別班次。

## 外部連結
新巴
- 新巴38線 （页面存档备份，存于）
- 新巴38線路線圖 （页面存档备份，存于）